# Муин, Ахмед
Ахмед Муин (араб. أحمد معين‎; род. 20 октября 1995, Доха) — катарский футболист, который играет на позиции полузащитника в футбольном клубе «Аль-Духаиль».

## Биография
Родился 20 октября 1995 года в Дохе, имеет иранское происхождение. В ноябре 2015 года был удостоен награды «Молодой футболист года Азии» от Азиатской конфедерации футбола. 29 августа 2017 года присоединился к футбольному клубу «Культураль Леонеса» во Втором дивизионе Испании по футболу.
В 2014 году в составе сборной Катара по футболу одержал победу в Юношеском кубке Азии по футболу. В 2016 году в составе футбольного клуба «Аль-Джаиш» одержал победу в Кубке наследного принца Катара.